# 칼리 사이먼
칼리 사이먼(Carly Simon, 1945년 6월 25일 ~ )은 미국의 싱어송라이터이다. 1988년 영화 《워킹 걸》 수록곡 "Let the River Run"으로 그래미상, 골든 글로브상, 아카데미상 3개를 모두 수상한 역사상 첫 번째 아티스트다.
1998년도에 버클리 음악 대학에서 명예 박사 학위를 수여받았다.